# We Barbarians
We Barbarians (engl. für ‚Wir Barbaren‘)  ist eine dreiköpfige Indie-Rockband aus Brooklyn, New York, die ursprünglich aus Long Beach (Kalifornien) stammt. Die Gruppe besteht aus David Quon, Derek VanHeule und Nathan Warkentin. Ihr Debütalbum There’s This There’s That wurde am 15. Dezember 2009 veröffentlicht. Die neueste LP der Band, Headspace, kam am 30. August 2011 heraus.

## Geschichte
We Barbarians setzt sich aus drei Freunden, die gemeinsam in Long Beach aufwuchsen und musizierten, zusammen. Sie formierten sich 2007, nachdem sich ihre vorherige Gruppe, The Colour, aufgelöst hatte. Der bluesige Ton ihres Indierocks hat der Band oft Vergleiche mit den frühen U2 sowie The Clash eingebracht.
Ihre erste EP, In The Doldrums, wurde am 1. November 2007 veröffentlicht. Ihr Debütalbum folgte gut zwei Jahre darauf.
Am 30. August 2011 brachte die Kapelle mit Headspace ihre zweite EP auf den Markt. Das Album wurde von Dann Gallucci (von Modest Mouse und Murder City Devils) produziert und erhielt positive Kritiken.
We Barbarians tourten mit Foster the People, Cold War Kids, Local Natives und Passion Pit. Sie spielten beim SXSW-Festival 2011. Die Band bekam viel Lob von zahlreichen Presseorganen für die Liveauftritte.
Laut offizieller Webseite der Band (Stand 2013) hat sie sich aufgelöst.

## Diskografie

### Studio-Alben
- There’s This There’s That (15. Dezember 2009)

### EPs
- In The Doldrums (1. November 2007)
- We Barbarians Daytrotter Session (5. März 2008)
- Headspace (30. August 2011)